# 지백호
지백호(智伯虎,기원전 128년 ~ 기원전 50년)는 신라의 6촌 중 취산 진지촌(珍支村)의 촌장으로 신라의 개국 공신이다. 정씨(鄭氏) 성을 하사받아 한반도의 모든 정씨의 도시조가 되었다.

## 생애
《삼국사기》에 따르면, 지백호는 사로국 화산(花山)에 내려와 사로국의 모체가 되는 여섯 고을 중 하나인 취산진지촌의 촌장이 되었다고 한다. 기원전 69년 3월에 지백호와 알평(謁平)·소벌도리(蘇伐都利)·구례마(俱禮馬:仇禮馬)·지타(祗陀)·호진(虎珍)의 6촌장이 함께 각기의 자제들을 이끌고 알천(閼川) 기슭에 모여 덕이 있는 사람을 군왕으로 삼고, 나라를 세워 도읍을 정할 것을 의논하였다. 이때 양산(楊山) 아래 나정(蘿井) 곁에서 나는 말 울음소리를 듣고 혁거세를 얻었으며, 기원전 57년(혁거세왕 1) 혁거세를 왕으로 추대하여 나라를 세우고 국호를 서라벌(徐羅伐)이라 하였다. 진지촌은 유리왕 9년(서기 32년)에 본피부(本彼部)로 개칭되었고 정씨 또는 최씨 성을 하사받았다.
한편 경주 정씨 족보에 따르면, 지백호는 기원전 117년에 화산에 강림하였다고 한다. 유리왕 때 성씨를 하사받은 것은 지백호의 4대손인 동충이라고 기록하고 있다. 법흥왕 때 문화(文和)라는 시호를 받았고, 무열왕 때 감문왕에 추봉되었다고 한다.

## 기타
한편, 삼국유사에는 최씨(崔氏)의 성을 받아 최씨의 조상이 되었다고 한다. 삼국사기 유리이사금 편에는 "고허부는 사량부로 고쳤으며 성은 최씨, 간진부는 본피부로 고쳤으며 성은 정씨 로 정하였다." 고 되어 있고 삼국유사 혁거세편에는 "돌산(突山) 고허촌(高墟村) 촌장(村長) 소벌도리(蘇伐都利)가 사량부 정씨(沙梁部鄭氏)의 조상, 자산(觜山) 진지촌(珍支村) 촌장(村長) 지백호(智伯虎)가 본피부 최씨(本彼部崔氏)의 조상이 되었다"고 되어 있어 하사받은 성이 서로 바뀌어 있다. 경주 정씨 측에서는 삼국사기의 기록을 취하여 정씨로 사성을 받았다고 본다.

## 가계
- 아들 : 동(同)
  - 손자 : 가도(可都)

## 같이 보기
- 삼국사기
- 삼국유사
- 박혁거세

|                       | 알천양산촌 (閼川楊山村) | 돌산고허촌 (突山高墟村) | 자산진지촌 (觜山珍支村) | 무산대수촌 (茂山大樹村) | 금산가리촌 (金山加利村) | 명활산고야촌 (明活山高耶村) |
| --------------------- | ----------------------- | ----------------------- | ----------------------- | ----------------------- | ----------------------- | --------------------------- |
| 6부명 (6部名)         | 급량부 及梁部           | 사량부 沙梁部           | 본피부 本彼部           | 점량부 漸梁部           | 한지부 漢祗部           | 습비부 習比部               |
| 촌장 (村長)           | 알평 謁平               | 소벌도리 蘇伐都利       | 지백호 智伯虎           | 구례마 俱禮馬           | 지타 祗陀               | 호진 虎珍                   |
| 강림지 (降臨地)       | 표암봉 瓢巖峰           | 형산 兄山               | 화산 花山               | 이산 伊山               | 명활산 明活山           | 금강산 金剛山               |
| 후손 성씨 (後孫 姓氏) | 이씨 李氏               | 최씨 · 소씨 崔氏 · 蘇氏 | 정씨 鄭氏               | 손씨 孫氏               | 배씨 裵氏               | 설씨 薛氏                   |